# Janusz Pietkiewicz
Janusz Pietkiewicz (ur. 15 października 1946 w Bydgoszczy) – impresario, animator kultury, działacz samorządowy. Od 4 sierpnia 2006 do 29 września 2008 był dyrektorem naczelnym Teatru Wielkiego w Warszawie. Od 2007 wiceprezydent wykonawczy Pracodawców RP.

## Życiorys
Z wykształcenia jest ekonomistą. W 1969 ukończył studia na Wydziale Handlu Zagranicznego Szkoły Głównej Planowania i Statystyki.
W latach 1969–1973 pracował w Biurze Muzyki Polskiej Agencji Artystycznej „Pagart”. Od 1973 do 1989 pracował na kierowniczych stanowiskach w Polskim Radiu i Telewizji. W 1990 objął funkcję prezesa agencji Heritage Promotion of Music & Art. W latach 1996–1998 pracował na stanowisku dyrektora generalnego Teatru Narodowego w Warszawie. Od 1999 do 2002 działał jako impresario i producent wydarzeń teatralnych. W 2002 objął funkcję dyrektora Wydziału Kultury w Urzędzie m.st. Warszawy, zaś w 2004 dyrektora Biura Teatru i Muzyki Urzędu m.st. Warszawy. W latach 2006–2008 pełnił funkcję dyrektora naczelnego Teatru Wielkiego – Opery Narodowej w Warszawie.
Jako impresario brał udział w organizowaniu festiwali, wydarzeń kulturalnych, koprodukcji i nagrań z udziałem polskich artystów muzyki poważnej oraz organizował ich występy za granicą.

## Odznaczenia (lista niepełna)
- Krzyż Kawalerski Orderu Odrodzenia Polski – 2025[2]
- Złoty Krzyż Zasługi
- Legia Honorowa – Francja
- Commendatore Orderu Zasługi Republiki Włoskiej – 1996, Włochy[3]
- Commendatore Orderu Gwiazdy Solidarności Włoskiej – 2009, Włochy[4]
- Comendador Orderu Zasługi – 2008, Portugalia[5]